# Антонелли, Пьетро
Граф Пьетро Антонелли (1853—1901) — итальянский дипломат и путешественник, кавалер ордена Святых Маврикия и Лазаря.

## Биография
Родился 29 апреля 1853 года в Риме, племянник кардинала Джакомо.
Антонелли являлся образцом нового поколения итальянских дипломатов в конце XIX века. Работал в Африканском Роге, был послом Италии в Эфиопии во время правления ею императора Менелика II.
Один из авторов международного договора, который был заключен между Королевством Италия и Империей Эфиопия 2 мая 1889 года и подписан в эфиопском лагере в городе Уччали (Уччалли, Вучале) Менеликом II и послом в Аддис-Абебе графом Пьетро Антонелли. По его инициативе северная часть Эфиопии была названа Эритреей.
Был возведен в чин статс-секретаря иностранных дел в 1894 году. Назначен министром Италии в Буэнос-Айресе 12 января 1895 года, а затем в Рио-де-Жанейро — 27 декабря 1897 года.
Умер в расцвете сил 11 января 1901 года на пароходе при возвращении в Италию, от жёлтой лихорадки. 
Интересно, что в юности, около 1876 года, у Антонелли был роман с русской художницей Марией Башкирцевой.